# Adriano Sofri

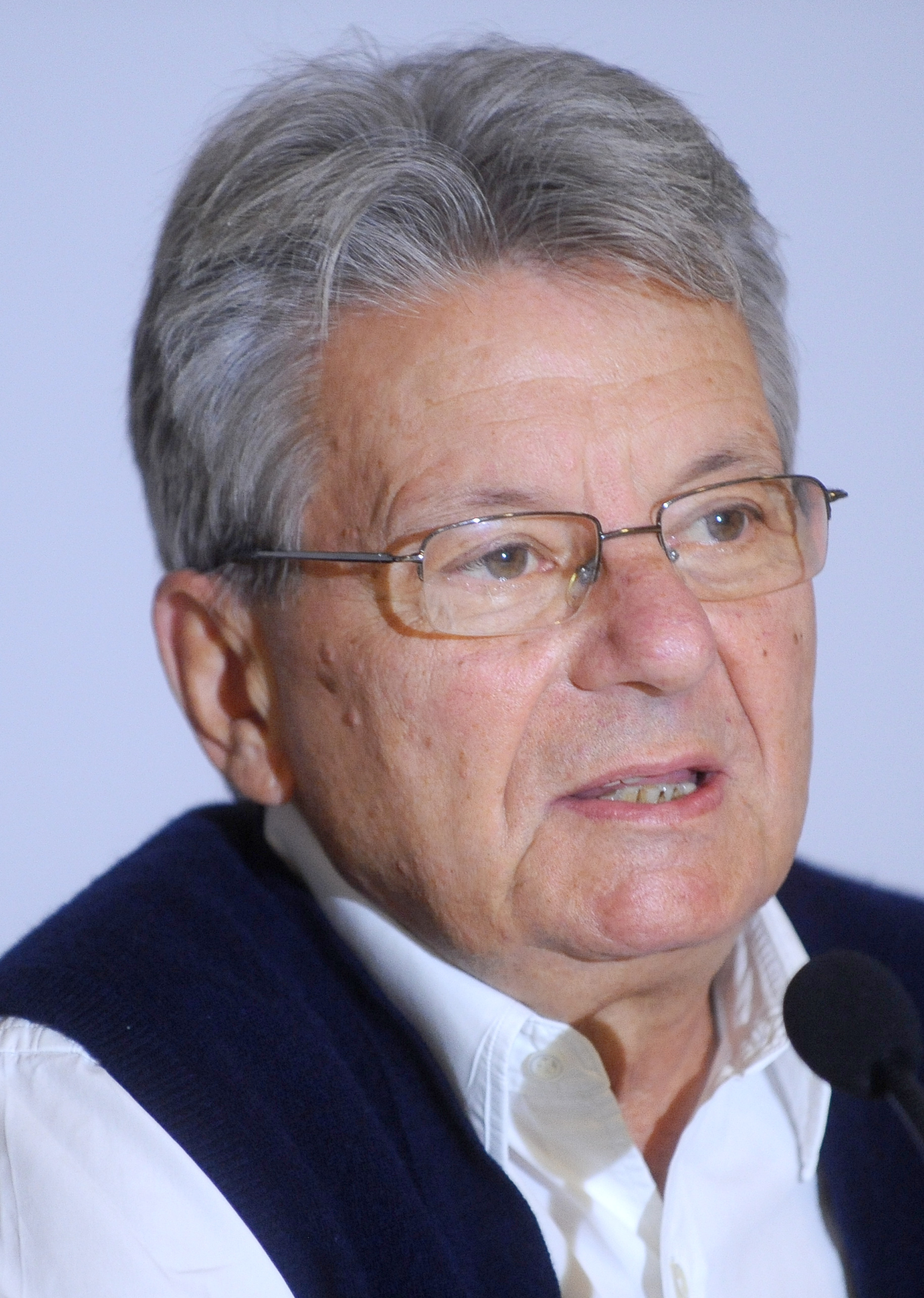
Adriano Sofri (2014)

Adriano Sofri (* 1. August 1942 in Triest) ist ein italienischer freier Journalist und Autor. Er war eine zentrale Figur in der außerparlamentarischen italienischen Politik der 1960er- und 1970er-Jahre, als führende Persönlichkeit der linksradikalen Organisation Lotta Continua (Fortwährender Kampf), die er 1969 gegründet hatte. Wegen der Ermordung des Polizisten Luigi Calabresi wurde er 1997 zu einer Freiheitsstrafe von 22 Jahren verurteilt.

## Verurteilung im Fall Calabresi
1988 wurde Adriano Sofri gemeinsam mit Giorgio Pietrostefani als Auftraggeber des Mordes an dem Polizisten Luigi Calabresi (1972) angeklagt, der seinerseits von Lotta Contunia verdächtigt wurde, die Ermordung eines Anarchisten bei einem Verhör als Selbstmord kaschiert zu haben. Ovidio Bompressi und Leonardo Marino wurden als Täter angeklagt. In einer langen Serie von Gerichtsverhandlungen wurde er auf Grund der Aussage des die Kronzeugenregelung nutzenden ehemaligen Lotta-Mitglieds Leonardo Marino 1997 zu 22 Jahren Haft verurteilt. Adriano Sofri  verbüßte die Haftstrafe größtenteils im Gefängnis San Giovanni Bosco in Pisa.
Umberto Eco, Carlo Ginzburg, Antonio Tabucchi und Hans Magnus Enzensberger beteiligen sich an Initiativen zu seiner Freilassung, weil keine konkreten Belege für die Aussagen von Leonardo Marino vorliegen würden und zahlreiche Beweise verschwunden oder vernichtet worden seien. Eine Initiative sammelte mehr  als 100 000 Solidaritäts-Adressen. Prominente Journalisten und Schriftsteller aus allen politischen Lagern - vom greisen Indro Montanelli über Vittorio Feltri  bis zu Giuliano Ferrara  hatten ein Gnadengesuch an den italienischen Präsidenten Carlo Azeglio Ciampi unterzeichnet. Der sozialdemokratische Europaparlamentarier Renzo Imbeni, früherer Bürgermeister von Bologna, schlug vor, Sofri als Kandidaten für das Europaparlament aufzustellen, damit er so seiner Gefängnisstrafe entgehen könne.
Das Urteil wurde im Jahre 2000 vom Kassationsgericht bestätigt und war danach unanfechtbar. Eine Beschwerde an den Europäischen Gerichtshof wurde 2003 abgewiesen, weil der Gerichtshof in der "offensichtlich unbegründeten" Beschwerde nicht ausreichende Belege für Verletzungen des Recht auf ein faires Verfahren fand. Die Vernichtung von Beweismaterial beispielsweise hätten die Staatsanwaltschaft gleichermaßen betroffen, weshalb keine Verletzung der "Waffengleichheit" vorgelegen sei.
Während der Haft verfasste Sofri zeitweise täglich eine Kolumne für die konservative Mailänder Tageszeitung Il Foglio, wöchentlich eine für das Berlusconi-eigene Magazin Panorama, aber auch gelegentliche Beiträge wie für die linksliberale Tageszeitung La Repubblica und die Berliner Zeitung und verfasste unter anderem "Die Gefängnisse der anderen".
Im Juni des Jahres 2005 wurde Sofri Halbfreiheit gewährt, um in der Scuola Normale Superiore in Pisa an Aufräumarbeiten in den Archiven von Eugenio Garin und Sebastiano Timpanaro mitzuarbeiten. Im November 2005 wurde er vom Boerhaave-Syndrom befallen, einer seltenen Erkrankung der Speiseröhre. Der schlechte Gesundheitszustand führte zu seiner Einlieferung in das Santa Chiara-Krankenhaus von Pisa und zur Unterbrechung der Haftzeit. Seit 2007 verbüßte Sofri den Rest seiner Strafe bis 2012 aus gesundheitlichen Gründen im Hausarrest.

## Veröffentlichungen (Auswahl)
- mit Luciano Della Mea: Zur Strategie und Organisation von „Lotta continua“ (= Internationale Marxistische Diskussion. Band 18). Aus dem Italienischen von Caroline Neubaur. Merve, Berlin 1971.
- Der Knoten und der Nagel. Ein Buch zur linken Hand (= Die Andere Bibliothek. Band 160). Mit einem biographischen Essay von Carlo Ginzburg. Aus dem Italienischen von Walter Kögler. Eichborn, Frankfurt am Main 1998, ISBN 3-8218-4160-5.
- Nahaufnahmen. Aus dem Italienischen von Martina Bartel. Mit einem Vorwort von Gustav Seibt. Transit, Berlin 1999, ISBN 3-88747-147-4.
- Die Gefängnisse der anderen. Aus dem Italienischen übersetzt, mit Anmerkungen und einem Nachwort versehen von Volker Breidecker. Edition Epoca, Zürich 2001, ISBN 3-905513-25-0 (Autobiographie).
- Kafkas elektrische Straßenbahn. Aus dem Italienischen von Annette Kopetzki. Wagenbach Verlag, Berlin 2019, ISBN 978-3-8031-3689-3